# Turri
Turri – miejscowość i gmina we Włoszech, w regionie Sardynia, w prowincji Sud Sardegna.
Według danych na rok 2004 gminę zamieszkiwały 533 osoby, 59,2 os./km². Graniczy z Baradili, Baressa, Genuri, Pauli Arbarei, Setzu i Ussaramanna.